# 15468 Mondriaan
15468 Mondriaan este un asteroid din centura principală de asteroizi.

## Descriere
15468 Mondriaan este un asteroid din centura principală de asteroizi. A fost descoperit pe 14 ianuarie 1999 la Kitt Peak National Observatory, în cadrul proiectului Spacewatch. Asteroidul prezintă o orbită caracterizată de o semiaxă mare de 2,91 ua, o excentricitate de 0,02 și o înclinație de 1,8° în raport cu ecliptica.